# James Hong
James Hong (født 22. februar 1929) er en amerikansk skuespiller, stemmeskuespiller, producer og instruktør af kinesisk afstamning. Han har arbejdet på adskillige produktioner i USA siden 1950'erne, og har spillet et udvalg af østasiatiske roller.
Han slog igennem i krimiserien  The New Adventures of Charlie Chan (1957–1958), og ved adskillige optrædener i den oprindelige Hawaii Five-O (1968–1980). Hong er kendt for sine roller i forskellige HOllywood-film som Chinatown (1974), Airplane! (1980), Hannibal Chew i Blade Runner (1982), David Lo Pan i Big Trouble in Little China (1986), Jeff Wong i Wayne's World 2 (1993), Master Hong i Balls of Fury (2007) og Jerry Chen i R.I.P.D. (2013). Hong havde også en berømte gæsterolle i sitcommen Seinfeld som en maître d' i episoden "The Chinese Restaurant". Som stemmeskuespiller har han lagt stemme til Chi-Fu i Mulan (1998), Daolon Wong i tv-serien Jackie Chan Adventures (2002–2004) og Mr. Ping i Kung Fu Panda-franchisen, udover adskillige roller i computerspil som Sleeping Dogs og Call of Duty: Black Ops II (both 2012). Hong har også lagt stemme til flere karakter i Avatar: The Last Airbender. Han er krediteret for over 600 film og tv-produktioner, og han er dermed en af produktive engelsktalende skuespillere nogensinde.
Han har også hjulpet med at etablere East West Players, de ældste asiatisk-amerikanske teater i Los Angeles for at udbrede asiatiske skuespillere i industrien i USA.

## Udvalgt filmografi
- Soldier of Fortune (1955)
- Love Is a Many-Splendored Thing (1955)
- Flower Drum Song (1961)
- The Sand Pebbles (1966)
- The Carey Treatment (1972)
- Chinatown (1974)
- Bound for Glory (1976)
- The In-Laws (1979)
- Airplane! (1980)
- True Confessions (1981)
- Blade Runner (1982)
- Breathless (1983)
- Big Trouble in Little China (1986)
- Revenge of the Nerds II: Nerds in Paradise (1987)
- The Two Jakes (1991)
- The Perfect Weapon (1991)
- Wayne's World 2 (1993)
- The Shadow (1994)
- Mulan (1998)
- Def Jam: Icon (2007)
- Balls of Fury (2007)
- The Day the Earth Stood Still (2008)
- Kung Fu Panda (2008)
- Kung Fu Panda 2 (2011)
- Safe (2012)
- R.I.P.D. (2013)
- Kung Fu Panda 3 (2016)
- Sherlock Gnomes (2018)
- Turning Red (2022)
- Everything Everywhere All at Once (2022)
- Wendell og Wild (2022)
- Kung Fu Panda 4 (2024)